# شریل گیبسون
شریل گیبسون (انگلیسی: Cheryl Gibson؛ زادهٔ ۲۸ ژوئیهٔ ۱۹۵۹) شناگر اهل کانادا بود.
وی در مسابقات کشوری و بین‌المللی در مجموع برندهٔ ۲ مدال طلا، ۷ مدال نقره، ۷ مدال برنز شده‌است.